# Early Wynn
Pour les articles homonymes, voir Wynn (homonymie).

Early Wynn Jr. (né le 6 janvier 1920 à Hartford, Alabama, décédé le 4 avril 1999 à Venice, Floride) est un ancien lanceur de la Ligue majeure de baseball entre 1939 et 1962. Il a mené la Ligue américaine trois fois en manches lancées, et détient le record pour le plus grand nombre de saisons jouées pour un lanceur dans la Ligue américaine, avec 23 saisons consécutives. Il a aussi mené la ligue pour les retraits sur les prises en 1957 et 1958. Il a gagné le Trophée Cy Young en 1959 ayant 39 ans, avec 22 victoires pour 10 défaites et 179 retraits sur les prises. Il a gagné 20 parties 5 fois dans sa carrière - 20 pour 13 en 1951, 23 pour 12 en 1952, 23 pour 11 en 1954 20 pour 11 en 1956 et 22 pour 10 en 1959. Pendant les années 1950, il a mené tous les lanceurs pour les retraits sur les prises (1544 en dix ans). Wynn fut aussi un bon frappeur, avec une moyenne en carrière de 0,214 et une moyenne supérieure à 0,270 en 5 occasions.
En 1962, il a gagné sa 299e partie vers la fin de la saison, et avait quelques opportunités de gagner sa 300e partie. Mais il n'a pas réussi et il est revenu aux Indians de Cleveland en 1963. Il a gagné sa 300e partie lors de son 5e match de la saison, et a immédiatement pris sa retraite avec 300 victoires pour 244 perdues, 2334 retraits sur les prises. Depuis 1920, seuls 12 lanceurs ont gagné 300 parties dans les Ligues majeures, Wynn fut le troisième à le faire, après Grover Cleveland Alexander et Lefty Grove.

## Classements
- 21e pour les victoires
- 15e pour les défaites
- 41e pour les retraits sur les prises
- 4e pour les buts-sur-balles